# Sydafrikas præsidenter
Sydafrika blev en republik i 1961. Sydafrikas præsidenter har været:

## Statspræsidenter (1961-84)
(I denne periode er statspræsidenten kun en ceremoniel figur)
- Charles Robberts Swart (1961-67)
- Jozua François Naudé (1967-68)
- Jacobus Johannes Fouché (1968-75)
- Johannes de Klerk (1975)
- Nicolaas Johannes Diederichs (1975-78)
- Marais Viljoen (1978)
- Balthazar Johannes Vorster (1978-79)
- Marais Viljoen, 2. gang (1979-84)

## Statspræsidenter (1984-94)
(I denne periode er statspræsidenten både statsoverhoved og regeringsleder)
- Pieter Willem Botha (1984-89)
- Chris Heunis (1989)
- Frederik Willem de Klerk (1989-94)

## Præsidenter (efter Apartheid, 1994 – )
- Nelson Mandela (1994-1999)
- Thabo Mbeki (1999-2008)
- Kgalema Motlanthe (2008 – 9. maj 2009)
- Jacob Zuma (9. maj 2009 – 14. februar 2018)
- Cyril Ramaphosa (fungerende, 14. februar 2018 -)